# Prschewalski-Gletscher
Der Prschewalski-Gletscher (russisch Ледник Пржевальского Lednik Prschewalskowo; norwegisch Prževal’skijbreen) ist ein Gletscher im Wohlthatmassiv des ostantarktischen Königin-Maud-Lands. Er liegt östlich des Zentrums des Alexander-von-Humboldt-Gebirges.
Russische Wissenschaftler benannten ihn. Der Namensgeber ist nicht überliefert. Wahrscheinlich handelt es sich dabei um den russischen Forschungsreisenden Nikolai Michailowitsch Prschewalski (1839–1888).